# Армійська група «Кемпф»
Армійська група «Кемпф» (нім. Armee-Abteilung Kempf) — оперативне угруповання Вермахту, армійська група в роки Другої світової війни.

## Райони бойових дій
- Східний фронт (центральний напрямок) (21 лютого — 22 серпня 1943)

## Командування

### Командувачі
- генерал танкових військ В.Кемпф (нім. Werner Kempf) (21 лютого — 16 серпня 1943);
- генерал від інфантерії Отто Велер (нім. Otto Wöhler) (16 — 22 серпня 1943)

## Відео
- German Army Detachment Kempf [Архівовано 16 березня 2016 у Wayback Machine.]